# Savolainen osakunta

Savolax vapen

Savolainen osakunta (förkortat SavO, svenska: "Savolax nation") är en finskspråkig studentnation vid Helsingfors universitet grundad 1905.

## Inspektorer
- Theodor Homén 1905–1923
- Oswald Streng (fr.o.m 1940 Renkonen) 1923–1924
- Karl Robert Brotherus 1924–1928
- Antti Filemon Puukko 1929–1945
- Mauno J. Kotilainen 1945–1960
- Lennart Pinomaa 1961–1963
- Pentti Pöyhönen 1964–1968
- Aarne Nyyssönen 1969–1975
- Mikko Korhonen 1975–1983
- Toivo Holopainen 1984–1987
- Raimo Väyrynen 1988–1992
- Mirja Saari 1993–1999
- Mauno Kosonen  2000–2007
- Martti Nissinen 2008–